# Уголовный кодекс Иосифа II
Уголовный кодекс Иосифа II (нем. Josephinisches Strafgesetz) — уголовный кодекс императора Священной Римской империи Иосифа II для наследственных земель Габсбургов, вступивший в силу в 1787 году и действовавший до 1803 года. Кодекс Иосифа II заменил собой уголовный кодекс Марии Терезии.

## Содержание
- Часть I: Криминальные преступления
  - Глава I: Общие положения о криминальных преступлениях (§§ 1-9)
  - Глава II: Общие положения о криминальных наказаниях (§§ 10-39)
  - Глава III: Преступления против фюрстов и против государства (§§ 40-88)
  - Глава IV: Преступления против человеческой жизни и телесной безопасности (§§ 89-125)
  - Глава V: Преступления против чести и свободы (§§ 126—147)
  - Глава VI: Преступления имущества и прав (§§ 148—177)
  - Глава VII: Прекращение наказания (§§ 178—184)
- Часть II: Политические преступления
  - Глава I: Общие положения о политических преступлениях (§§ 1-5)
  - Глава II: Общие положения о политических наказаниях (§§ 6-18)
  - Глава III: Политические преступления, создающие опасность для жизни и здоровья граждан (§§ 19-28)
  - Глава IV: Политические преступления, наносящие вред имуществу и правам граждан (§§ 29-60)
  - Глава V: Преступления, способствующие разложению морали (§§ 61-82)